# Typhlodromus hungaricus
Typhlodromus hungaricus är en spindeldjursart som beskrevs av Bozai 1997. Typhlodromus hungaricus ingår i släktet Typhlodromus och familjen Phytoseiidae. Inga underarter finns listade i Catalogue of Life.